# Draculo pogognathus
Draculo pogognathus, tên thông thường là cá đàn lia Hawaii, là một loài cá biển thuộc chi Draculo trong họ Cá đàn lia. Loài này được mô tả lần đầu tiên vào năm 1959.

## Phân bố và môi trường sống
D. pogognathus có phạm vi phân bố ở Bắc Thái Bình Dương. Đây là một loài đặc hữu của quần đảo Hawaii. D. pogognathus sống trên đáy cát, được tìm thấy ở độ sâu khoảng từ 1 đến 4 m.

## Mô tả
Chiều dài tối đa được ghi nhận ở D. pogognathus là khoảng 2,5 cm, thuộc về một cá thể đực. D. pogognathus là loài dị hình giới tính: Cá đực có vây lưng thứ nhất nhạt màu hơn của cá mái; hơi có màu đen ở gần rìa. Nửa trên của đầu và thân có màu lục xám nhạt với các đốm màu nâu vàng rải rác khắp cơ thể có kích thước bằng đồng tử. Đường bên màu trắng. Nửa thân dưới màu trắng với một vài chấm nhỏ màu vàng nâu ở nửa phía sau. Ba đốm trên đầu nằm dưới mắt. Vây lưng thứ nhất màu đen ở cá mái (trừ gai đầu tiên màu trắng) và màu trắng nhạt ở cá đực; các vây còn lại có các tia màu trắng và màng trong suốt.
Số gai ở vây lưng: 2 - 4; Số tia vây mềm ở vây lưng: 7 - 10; Số gai ở vây hậu môn: 0; Số tia vây mềm ở vây hậu môn: 9 - 10; Số tia vây mềm ở vây ngực: 20 - 25; Số gai ở vây bụng: 1; Số tia vây mềm ở vây bụng: 5.
D. pogognathus thường vùi mình dưới cát với đôi mắt lớn lộ ra ngoài. Môi dưới có tua để ngăn cát vào miệng trong quá trình hô hấp.